# Тиманова, Юлия
Юлия Тиманова (7 апреля 1992) — российская футболистка, полузащитница.

## Биография
Воспитанница воронежской ШВСМ. В 2009—2010 годах выступала за старшую команду ШВСМ в первом дивизионе России. Играя на позиции левого полузащитника, была лучшим бомбардиром своей команды.
В начале 2011 года вместе с подругой по воронежскому клубу Екатериной Быковой перешла в клуб «Рязань-ВДВ». Дебютный матч в высшей лиге России сыграла 16 апреля 2011 года против «Измайлово», заменив на 55-й минуте Жанну Санину. Всего в первой половине 2011 года сыграла 11 матчей в чемпионате страны, из них только в одном вышла в стартовом составе. Летом того же года покинула клуб.
В сезоне 2012/13 снова играла за ШВСМ, на этот раз в мини-футболе, была одним из лидеров в споре бомбардиров первенства МФО «Черноземье» по мини-футболу (не менее 36 голов). В 2014 году выступала в первом дивизионе по большому футболу за воронежский «Стройуниверсал».
В 2013 году на интернет-конкурсе была признана самой обаятельной футболисткой Черноземья.